# Gajówka Henryk
Gajówka Henryk – osada leśna wsi Henryk w Polsce, położona w województwie świętokrzyskim, w powiecie starachowickim, w gminie  Brody.
W latach 1975–1998 osada administracyjnie należała do województwa kieleckiego.
Wierni Kościoła rzymskokatolickiego należą do parafii Podwyższenia Krzyża Świętego w Lubieni.